# Черневский сельский округ
Черневский сельский округ — упразднённая административно-территориальная единица, существовавшая на территории Зарайского района Московской области в 1994—2006 годах.
Черневский сельсовет был образован в первые годы советской власти. По данным 1923 года он входил в состав Спас-Журавенской волости Каширского уезда Московской губернии.
2 февраля 1925 года Спас-Журавенская волость была переименована в Достоевскую волость.
По данным 1926 года Черневский с/с включал сёла Чернево-1 и Чернево-2.
В 1929 году Черневский с/с был отнесён к Зарайскому району Коломенского округа Московской области.
5 апреля 1936 года Черневский с/с был упразднён, а его территория включена в Дубакинский сельсовет.
17 июля 1939 года Черневский с/с был восстановлен путём объединения Дубакинского с/с (без селения Козьяково) и селений Гремячево-1, Гремячево-2 и усадьбы совхоза имени Кагановича упразднённого Ломтевского с/с.
12 апреля 1952 года к Черневскому с/с было присоединено селение Ломтево Трасненского с/с.
22 июня 1954 года к Черневскому с/с было присоединено селение Козьяково Хлоповского с/с.
21 мая 1959 года селение Козьяково было передано из Черневского с/с в Больше-Ильинский с/с Каширского района.
1 февраля 1963 года Зарайский район был упразднён и Черневский с/с вошёл в Коломенский сельский район. 11 января 1965 года Черневский с/с был передан в восстановленный Зарайский район.
10 сентября 1968 года к Черневскому с/с были присоединены селения Баребино, Зименки-2, Солопово-2 и Трасна упразднённого Трасненского с/с.
6 марта 1975 года в Черневском с/с были упразднены селения Красные выселки и Ломтево, 30 мая 1978 года — Гремячево-1, а 25 октября 1984 года — Зименки-2.
3 февраля 1994 года Черневский с/с был преобразован в Черневский сельский округ.
В ходе муниципальной реформы 2004—2005 годов Черневский сельский округ прекратил своё существование как муниципальная единица. При этом все его населённые пункты были переданы в сельское поселение Машоновское.
29 ноября 2006 года Черневский сельский округ исключён из учётных данных административно-территориальных и территориальных единиц Московской области.